# Abdelkader Fréha
Abdelkader Fréha (Oran, 28 oktober 1942 - aldaar 1 oktober 2012) was een Algerijns voetballer. 

## Biografie
Fréha begon zijn carrière bij de koloniale club CDJ Oran en maakte in 1962 de overstap naar MC Oran. Hiermee werd hij in 1971 kampioen en in 1968, 1969 en 1971 werd hij topschutter van de competitie. Hij speelde ook negen wedstrijden voor het nationale elftal. 